# 戦艦バウンティ
『戦艦バウンティ』（せんかんバウンティ、原題: Mutiny on the Bounty）は、1962年MGM製作のアメリカ映画。マーロン・ブランド主演、ルイス・マイルストン監督、チャールズ・レデラー脚本。
チャールズ・ノードホフとジェームズ・ノーマン・ホールによる同名の小説（1932年）の映画化であり、軍艦「バウンティ」で艦長ウィリアム・ブライに対し航海士フレッチャー・クリスチャンによって現実に起こされた反乱（バウンティ号の反乱）を再現している。同じ小説を原作とする1933年の『In the Wake of the Bounty』および1935年の『戦艦バウンティ号の叛乱』に続く3度目の映画化である。
『戦艦バウンティ』は、ウルトラパナヴィジョン70によるワイドスクリーンで撮影された最初の映画である（映画のクレジットに拠る）。

## あらすじ
1787年、「バウンティ」はウィリアム・ブライ艦長（トレヴァー・ハワード）の指揮の下に、イギリスからタヒチ島に向けて出帆した。その任務はパンノキの実をジャマイカへ輸送することであり、この任務がうまくいけば、西インド諸島の奴隷に安価な食物を提供できるはずだった。困難な航海の途上、士官や兵に対するブライの無慈悲な扱いに対し、副長フレッチャー・クリスチャン海尉（マーロン・ブランド）は強く反対するが、ブライはやり方を変えようとしなかった。
「バウンティ」が着いた目的地は熱帯の楽園であり、乗組員は安楽な生活と望みのままになる美女とにおぼれていった。クリスチャン自身も、マイミチ（タリタ）との恋に落ちた。この安楽さと、再びブライの支配下での厳しい規律の長旅が始まるという予測は、水兵ジョン・ミルズをはじめとする水兵たちを反乱へと導き、クリスチャンもしぶしぶそれに同意した。ブライと彼に忠実なわずかな乗組員は、小型ボートで流された。
クリスチャンは、乗組員の恋人たちを迎えにタヒチに戻り、イギリス海軍の報復から逃れるため遠いピトケアン島に向うのだった。

## キャスト
| 役名                           | 俳優                 | 日本語吹替                                                         |
| 役名                           | 俳優                 | NETテレビ版                                                        |
| ------------------------------ | -------------------- | ------------------------------------------------------------------ |
| フレッチャー・クリスチャン副長 | マーロン・ブランド   | 田口計                                                             |
| ウィリアム・ブライ艦長         | トレヴァー・ハワード | 池田忠夫                                                           |
| 水兵ジョン・ミルズ             | リチャード・ハリス   | 青野武                                                             |
| アレクサンダー・スミス         | ヒュー・グリフィス   | 雨森雅司                                                           |
| ウィリアム・ブラウン           | リチャード・ヘイデン | 北村弘一                                                           |
| マシュー・クインタル           | パーシー・ハーバート | 小林清志                                                           |
| マイミチ                       | タリータ・テリピア   | 岡本茉利                                                           |
| 不明 その他                    |                      | 村越伊知郎 仲木隆司 田中康郎 上田敏也 立壁和也 清川元夢 吉田理保子 |
|                                |                      |                                                                    |
| 演出                           | 演出                 | 春日正伸                                                           |
| 翻訳                           | 翻訳                 | 進藤光太                                                           |
| 効果                           |                      |                                                                    |
| 調整                           |                      |                                                                    |
| 制作                           | 制作                 | 日米通信社                                                         |
| 解説                           | 解説                 | 淀川長治                                                           |
| 初回放送                       | 初回放送             | 1974年7月21日・28日 『日曜洋画劇場』                               |

## 史実との相違
この映画の物語は歴史的にあまり正確なものではない。
- 映画では、ブライとクリスチャンは初めて会ったことになっているが、実際には、彼らは以前に一緒に航海したことがある。
- クリスチャンは士官でなく、実際には航海士（准士官）である。
- 反乱は実際にはブライが眠っている時に起きたが、映画では目の前で起きたことになっている。
- クリスチャンは映画の最後でイギリスに帰国しようとし、それを恐れた仲間が「バウンティ」に放った火災で死ぬが、実際にはピトケアン島で数年暮らした後殺害されている。（数年後にイギリスに帰国したと考える者さえいる。）

## 表彰
この1962年版の映画は作品賞を含む7部門でオスカーの候補となったが、いずれも受賞は逃した。

## トリビア
- この映画はマーロン・ブランドの過激な行動で撮影中から伝説になった。ピーター・マンソーの書いた伝記によると、ブランドは友人のタヒチでの結婚式の飾り付けのために撮影スタッフを行かせたり、自分のパーティーのために高価な食べ物と飲み物を飛行機で取り寄せたりした。
- ブランドは過度の食べすぎにより、衣装部から52本のズボンをもぎ取った。
- ブランドは後日、マイミチ役を演じたタリタ・テリピアと実際に結婚した。
- 映画のためにバウンティ号の動くレプリカが製作されたが、それは物語の終わりで燃やされることになっていた。ブランドはその予備が作られない限り映画撮影を続けることを拒否した。監督とプロデューサーは結局折れ、燃やすための複製を造って元のレプリカは残した。このレプリカは2007年夏にイングランドのいくつかの港を訪問した[1]。その後、2012年に発生したハリケーン・サンディの影響で沈没した[2]。